# جون هيس (مقاتل)
جون هيس (بالإنجليزية: Jon Hess)‏ هو فنان قتال مختلط أمريكي، ولد في 1969 في إنسينيتاس في الولايات المتحدة.

## وصلات خارجية
- جون هيس على موقع يو إف سي (الإنجليزية)
- جون هيس على موقع شيردوغ (الإنجليزية)
- جون هيس على موقع IMDb (الإنجليزية)
- جون هيس على موقع قاعدة بيانات الفيلم (الإنجليزية)